# Helmut Rahn
Pour les articles homonymes, voir Rahn.
Helmut Rahn est un footballeur allemand, né le 16 août 1929 à Essen et mort le 14 août 2003 dans la même ville. Il évolue au poste d'attaquant du début des années 1950 au milieu des années 1960.
Vainqueur de la Coupe du monde en 1954, il est particulièrement célèbre pour avoir marqué le but donnant la victoire à la RFA lors de la finale contre la Hongrie. Il était surnommé « Der Boss » (« le patron »). 
Il est le grand-oncle de Kevin-Prince Boateng, étant le frère de sa grand-mère maternelle.

## Carrière

### En club
Helmut Rahn a exercé les métiers de mécanicien et de mineur avant de commencer sa carrière dans des clubs amateurs de sa région. Il est recruté par Rot-Weiss Essen en 1951. Le club remporte la coupe d'Allemagne en 1953, puis le championnat en 1955, et dispute la première édition de la coupe des clubs champions. Rahn est transféré au FC Cologne en 1959, puis évolue au SC Enschede, un club néerlandais, jusqu'en 1963. Il est vice-champion d'Allemagne en 1964 avec le Meidericher SV Duisburg, club dans lequel il termine sa carrière.

### En équipe nationale
Rahn fait ses débuts en équipe nationale en 1951 dans un match opposant l'Allemagne à la Turquie. Il ne fait pas partie des joueurs sélectionnés pour disputer la Coupe du Monde 1954 et part en tournée en Uruguay avec son club. L'entraîneur Sepp Herberger le rappelle finalement peu avant le début de l'épreuve. Lors du premier tour, Rahn inscrit son premier but de la compétition face à la Hongrie ; l'Allemagne s'incline malgré tout sur le score de 8-3 devant l'équipe favorite du tournoi. Rahn inscrit le but vainqueur en quarts de finale face à la Yougoslavie, puis un doublé qui permet à l'Allemagne de s'imposer face à la Hongrie lors de la finale, disputée à Berne.
Arrêté en 1957 pour conduite en état d'ivresse, il conserve tout de même la confiance de Herberger, qui le sélectionne pour la coupe du monde 1958. Durant le tournoi, Rahn marque à six reprises et l'Allemagne atteint les demi-finales,. Il inscrit le dernier de ses 21 buts en sélection lors d'un match amical face au Portugal disputé en 1960.

## Impact sur le monde du football

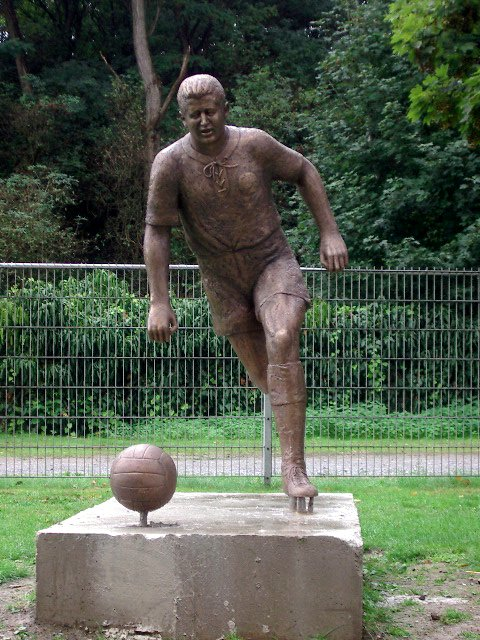
Statue d'Helmut Rahn à Essen.

Neuf ans après la fin de la 2e Guerre mondiale, la victoire en coupe du monde de football a contribué à redresser le moral du peuple allemand,. Selon Franz Beckenbauer, qui a remporté l'épreuve en tant que joueur puis sélectionneur, le but vainqueur d'Helmut Rahn face à la Hongrie l'a fait entrer dans la légende : « Rahn était et demeure l'un des derniers joueurs légendaires. Il a marqué une génération entière. » 
Le rôle d'Helmut Rahn est interprété par l'acteur Sascha Göpel dans le film Le Miracle de Berne (Das Wunder von Bern), sorti en 2003, qui évoque la finale de la coupe du monde 1954.

## Palmarès
- avec Rot-Weiss Essen :
  - Vainqueur de la coupe d'Allemagne en 1953 ;
  - Champion d'Allemagne en 1955.
- avec l'équipe d'Allemagne :
  - Vainqueur de la coupe du monde 1954.